# Canon de 274 mm modèle 1887
Le canon de 274 mm modèle 1887 désigne un canon naval construit à la fin du XIXe siècle pour la Marine française. Avec sa variante de 1893, il constitue en partie l'armement principal des cinq cuirassés d'escadre dits de la « Flotte d'échantillons », qui les portent sur les flancs, en complément des canons de 305 mm.

## Caractéristiques

### Modèle 1887
Le canon de 274 mm modèle 1887 est long de 12,800 m et pèse 37 680 kg au total. D'un diamètre intérieur (ou calibre) de 274 mm, son diamètre extérieur n'excède pas les 890 mm. La vitesse à la bouche est de 780 à 815 mètres par seconde, le projectile gardant une vitesse d'environ 668 mètres par seconde après avoir parcouru 2 000 mètres.

### Modèle 1893
De légères modifications sont apportées en 1893. Le poids total passe à 35 490 kg, la longueur à 12,812 m et le volume de la chambre passe de 138,414 à 138,336 dm3 .

## Utilisation
Le canon de 274 mm modèle 1887 constitue ainsi l'armement principal des cuirassés pré-dreadnought Charles Martel, Carnot et Jauréguiberry, en combinaison avec des canons de 305 mm modèle 1887. Deux tourelles simples de 305 mm sont montées à l'avant et à l'arrière du navire, et deux tourelles simples de 274 mm sont montées sur les flancs du navire, les quatre « gros » canons formant ainsi un losange. Le modèle 1893 est utilisé dans la même combinaison avec des canons de 305 mm modèle 1893 sur les cuirassés Masséna et Bouvet,.
De ces cinq navires, seuls deux participent activement à la Première Guerre mondiale. Lors de la bataille des Dardanelles, le Jauréguiberry et le Bouvet ouvrent ainsi le feu sur les batteries turques.